# Airbus E-Fan

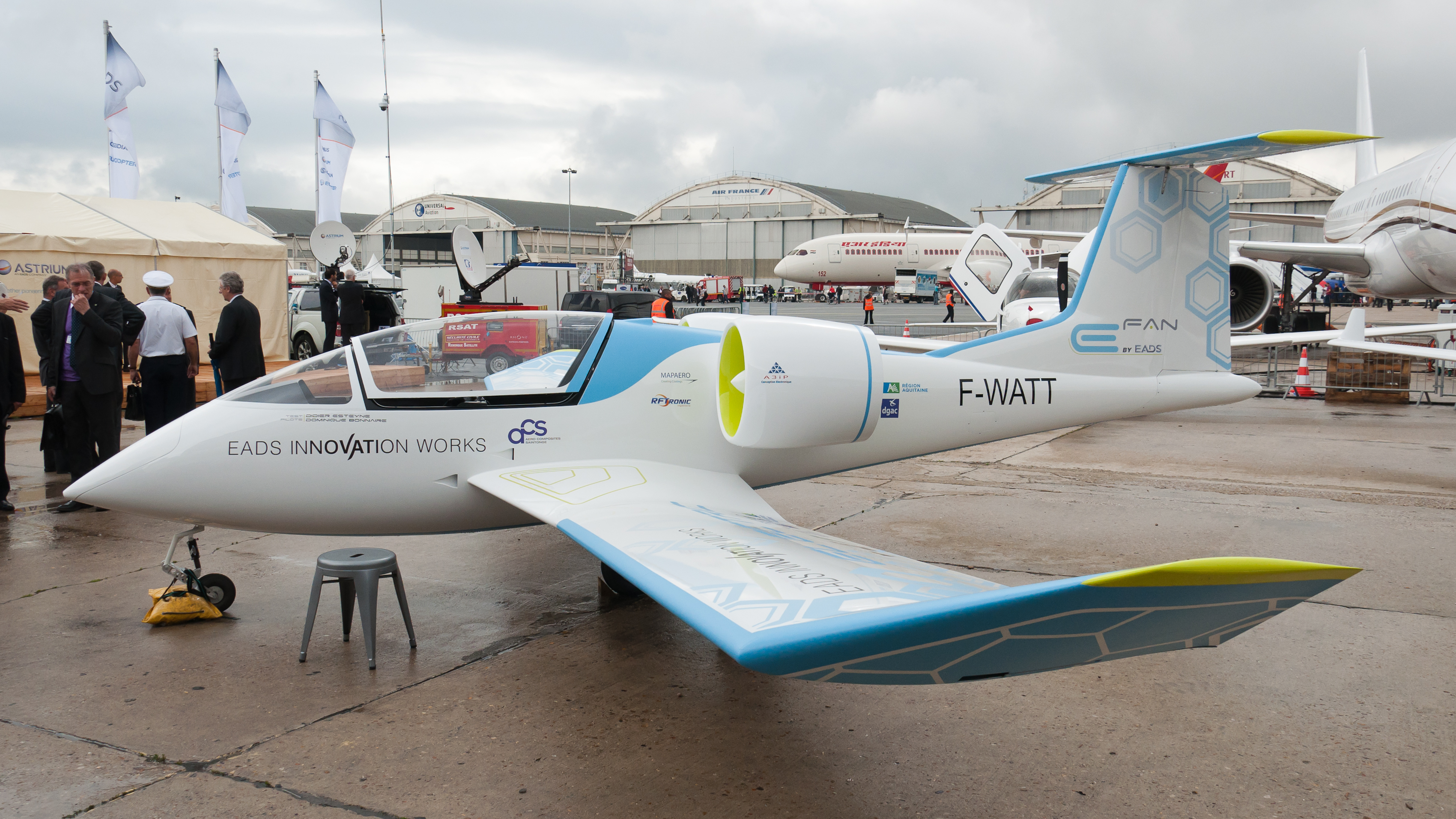
L'E-Fan в Ле-Бурже 2013

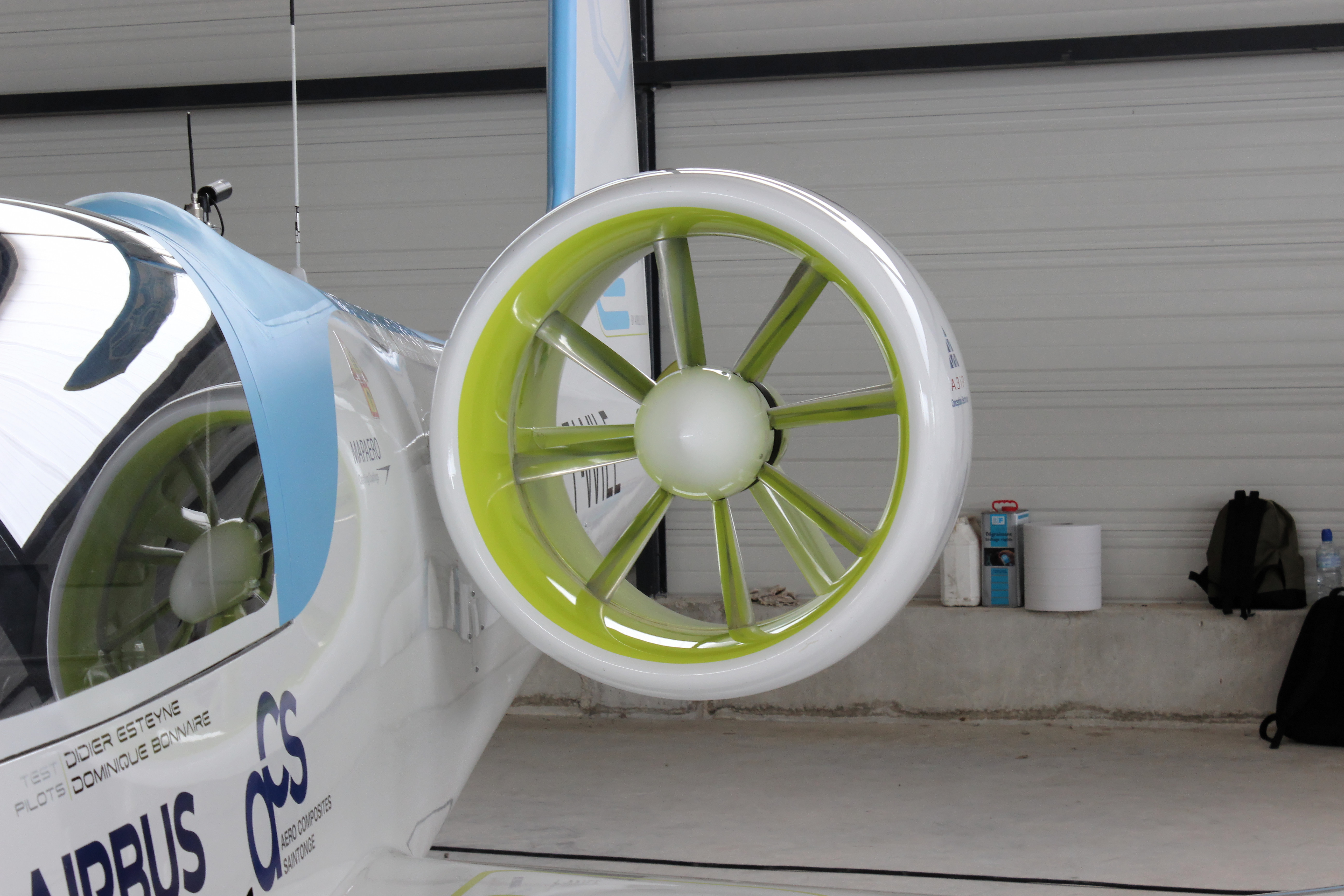
Двигун E-Fan

Airbus E-Fan — прототип двомісного електричного літака, який розробляється Airbus Group. Був продемонстрований в польоті світовій пресі в Фарнборо на Міжнародному авіасалоні у Великій Британії в липні 2014. На програму вже було витрачено 20 млн. дол.
Одне з коліс основного шасі має привід від електромотора, що дозволяє розігнати літак на землі до швидкості 55 км/год. що економічно вигідніше (дозволяє заощадити заряд батареї).
Одна година польоту буде обходитися приблизно в 16 дол.
У квітні 2017 програму було закрито.

## Історія
У квітні 2017 Airbus скасував виробництво E-Fan, надаючи перевагу гібридним літакам та реактивним.

## Варіанти

### E-Fan
Двомісний концепт літака.

### E-Fan 2.0
Пропонований повністю електричний двомісний варіант. Літак зможе триматися в повітрі 1.5 години.
Очікується, що серійне виробництво розпочнеться у 2016 році. А з конвеєра літаки будуть сходити в 2017 році. На перших етапах буде випускатися 10 літаків щорічно, з орієнтацією на попит.

### E-Fan 4.0
Пропонований гібридно-електричний варіант на чотири місця.

### E-Thrust
Пропонований 90-місний регіональний реактивний літак на основі принципу E-Fan.

## ЛТХ
- Розмах крила, м 	  9.50
- Довжина літака, м 	  6.67
- Маса, кг максимальна злітна 	  550
- Тип двигуна 	  2 ЕД
- Потужність, к.с. 	  2 х 40
- Батарея Lithium-ion 18650, з 207 Wh/kg на одну секцію, всього 29 kWh від батареї вагою в 167 кг
- Максимальна швидкість, км/год 	  220
- Крейсерська швидкість, км/год 	  160
- Тривалість польоту, год 	  1
- Екіпаж, чол 	  2[4]

## Галерея

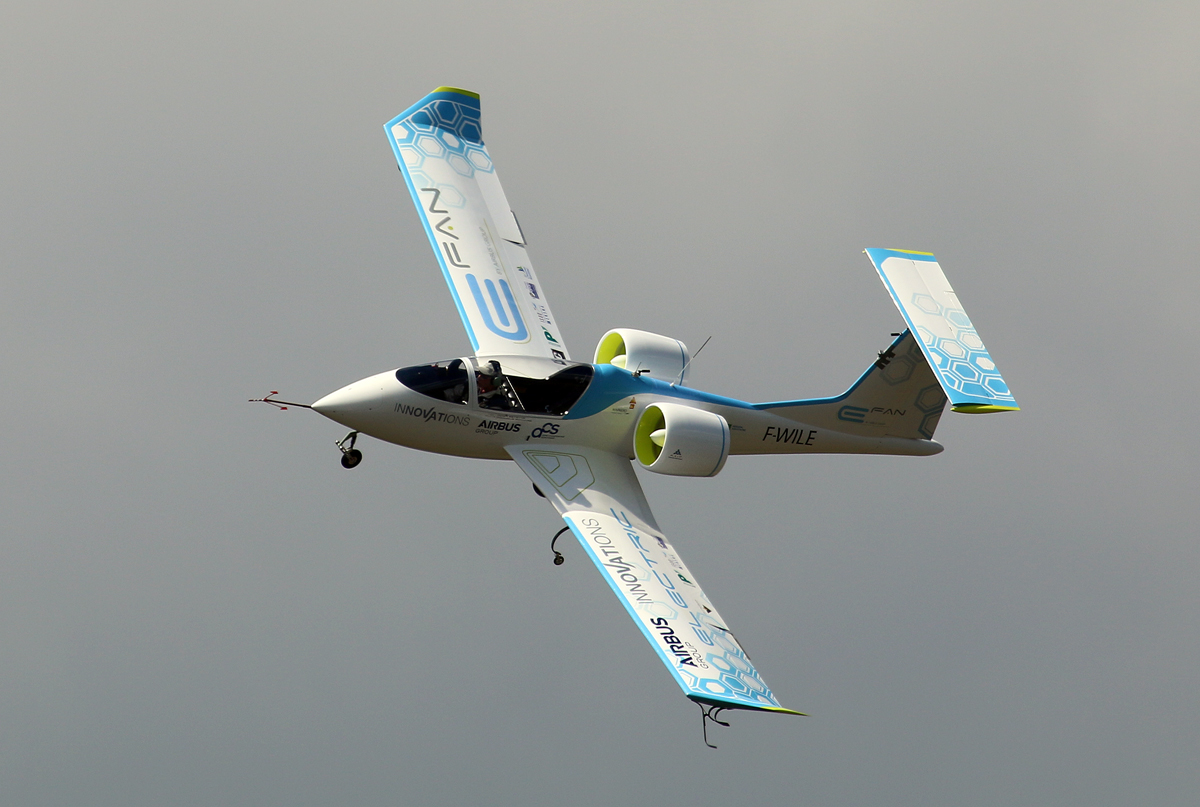
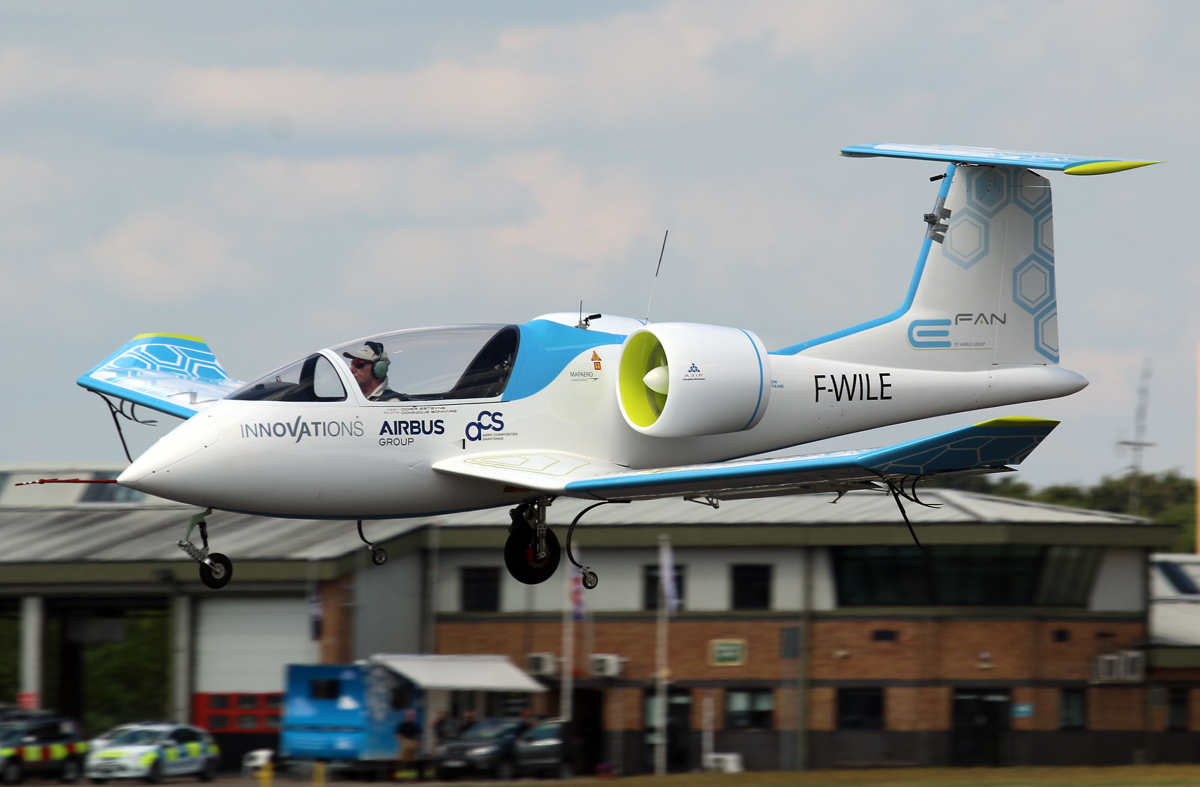
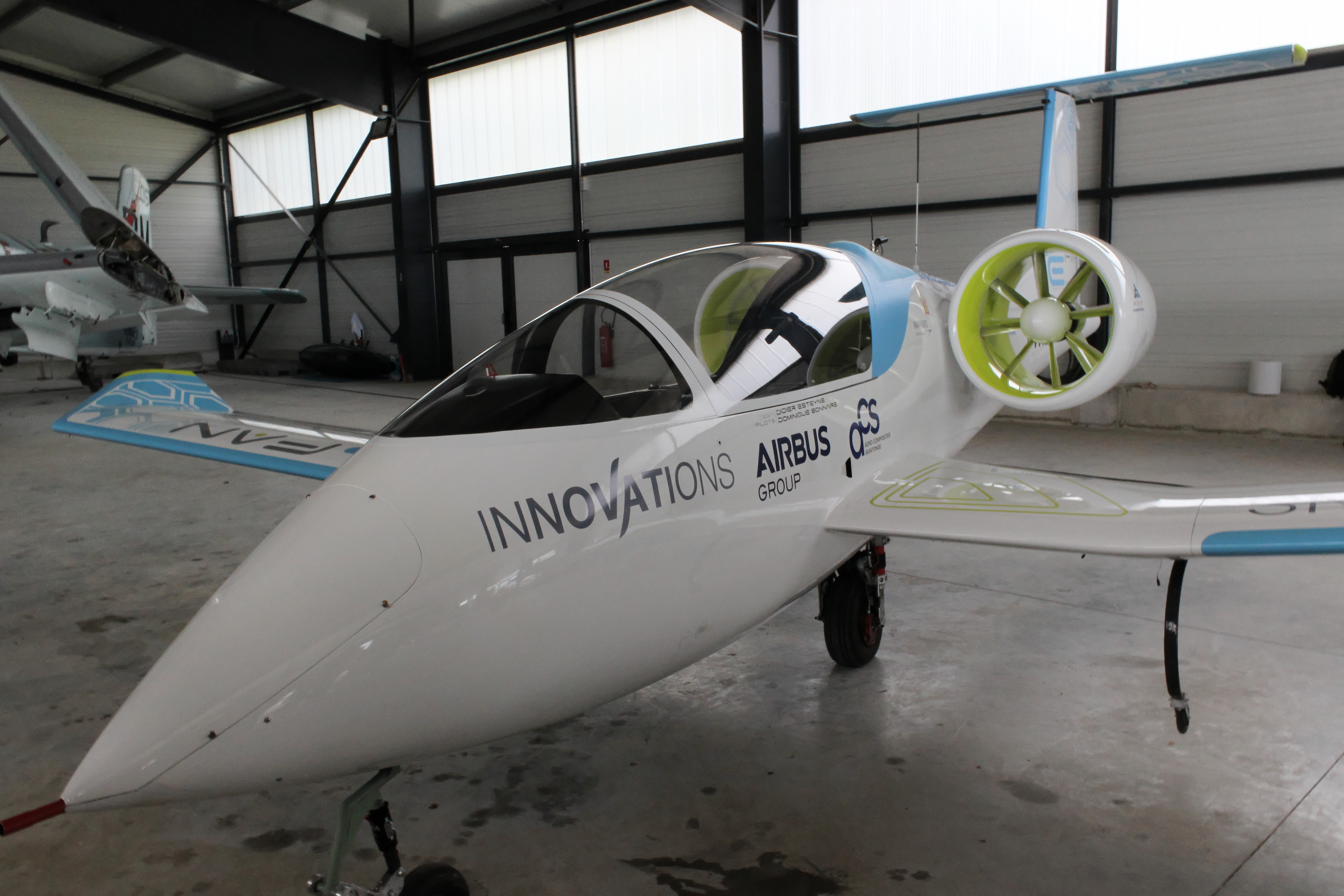
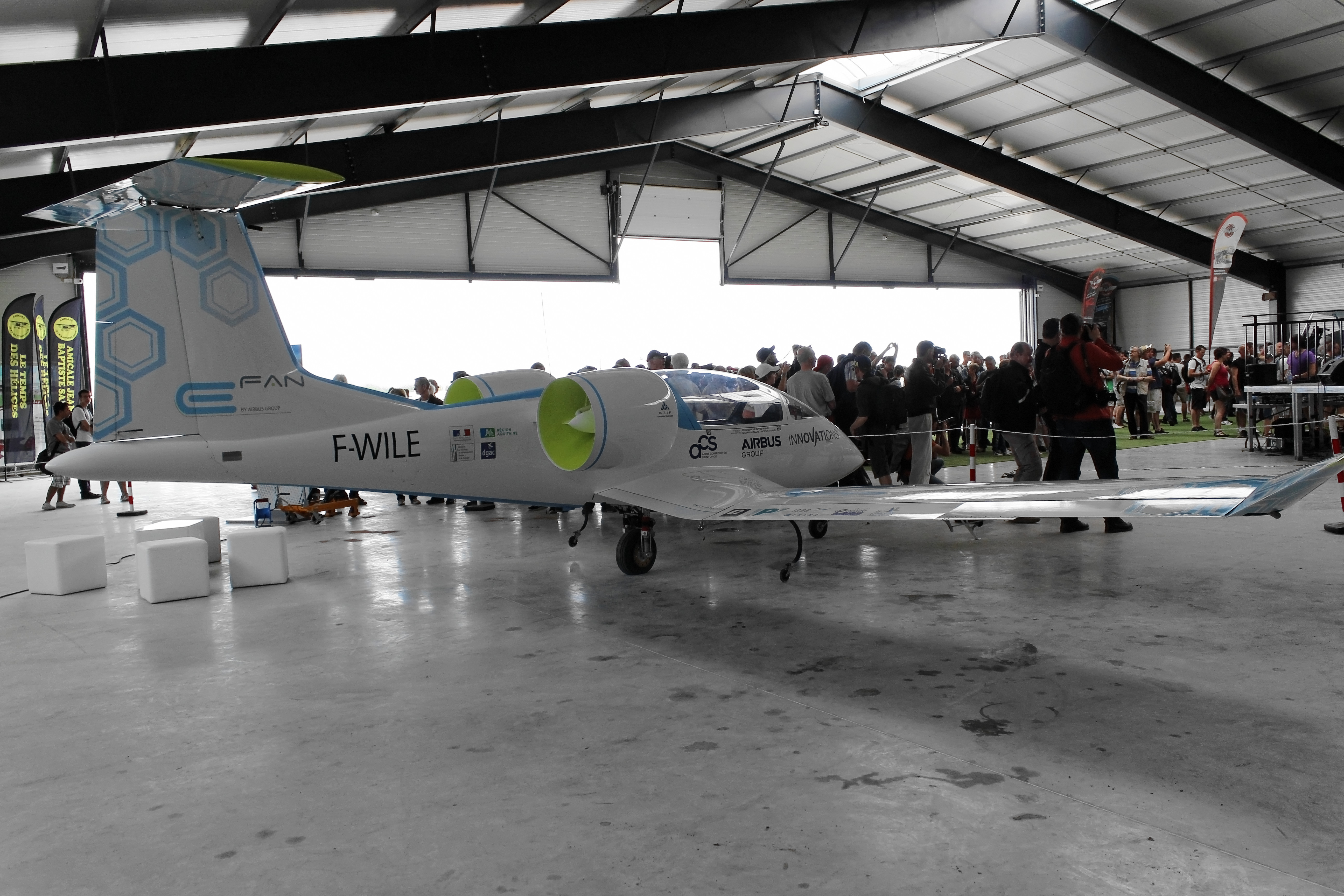